# Wysoka
Wysoka (německy Wissek), je město v Polsku ve Velkopolském vojvodství v okrese Piła. Je sídlem městsko-vesnické gminy Wysoka. V roce 2024 zde žilo 2 506 obyvatel.

## Historie
První písemná zmínka o tehdejší vesnici Visoka a jejím okolí pochází z roku 1260. Wysoka je považovaná za město od r. 1505 kdy je vedle vesnice Wysoka Wielka zmíněno i šlechtické město Wysoka. Wysoka získala městská práva až v roce 1521. Wysoka patřila až do roku 1772 do historického útvaru Kališského vojvodství. Historicky Wysoka patřila také do oblasti Krajna ležící na hranici mezi historickým Pomořím a Velkopolskem. Po Prvním dělení Polska v roce 1772 se již Wysoka a její okolí ocitly v Prusku. V letech 1727–1729 zde byl postaven kostel Matky Boží růžencové (kościół Matki Bożej Różańcowej). V 18. století byla postavena hrázděná zvonice. Ve městě byla vybudovaná úzkorozchodná železniční dráha Łobżenica–Białośliwie, která je již využívána jen turisticky. 
Po první světové válce, dne 2. ledna 1919 převzali moc ve městě velkopolští povstalci, avšak již 4. ledna město dobyli zpět Němci. Wysoka pak patřila Polsku až na základě Versailleské smlouvy od ledna 1920. Během druhé světové války, v říjnu a listopadu 1939, na svahu kopce Góra Wysoka, nacisté zastřelili 19 Poláků. Během války německá nacistická správa změnila název města na německý Weißeck. V letech 1919 a 1920 až 1975 patřila gmina do okresu (Powiat wyrzyski). V letech 1975 až 1998 se gmina nacházela v dnes již zaniklém Piłském vojvodství. V roce 1978 zde byl postaven památník na počest místních obětí druhé světové války a v roce 1996 zde byl postaven památník velkopolských povstalců. Od roku 1999 patří gmina do okresu Piła a Velkopolského vojvodství.

## Geologie, geografie a příroda
Wysoka se nachází v nadmořské výšce cca 110 m mezi dvěma pásmy čelních morén. Geograficky patří do oblasti Pojezierze Krajeńskie, které bylo formováno ledovcem v době ledové. Západní okraj města se navíc také nachází v pásmu zalesněných morénových kopců (pohoří) Góry Wysockie (Wysokie) a je zde i nejvyšší vrchol těchto kopců - Góra Wysoka (157 m n. m.).

## Demografie
V roce 2016 měla Wysoka 2 703 obyvatel, v roce 2022 je uváděno 2 612 obyvatel.

## Galerie

Mapa města
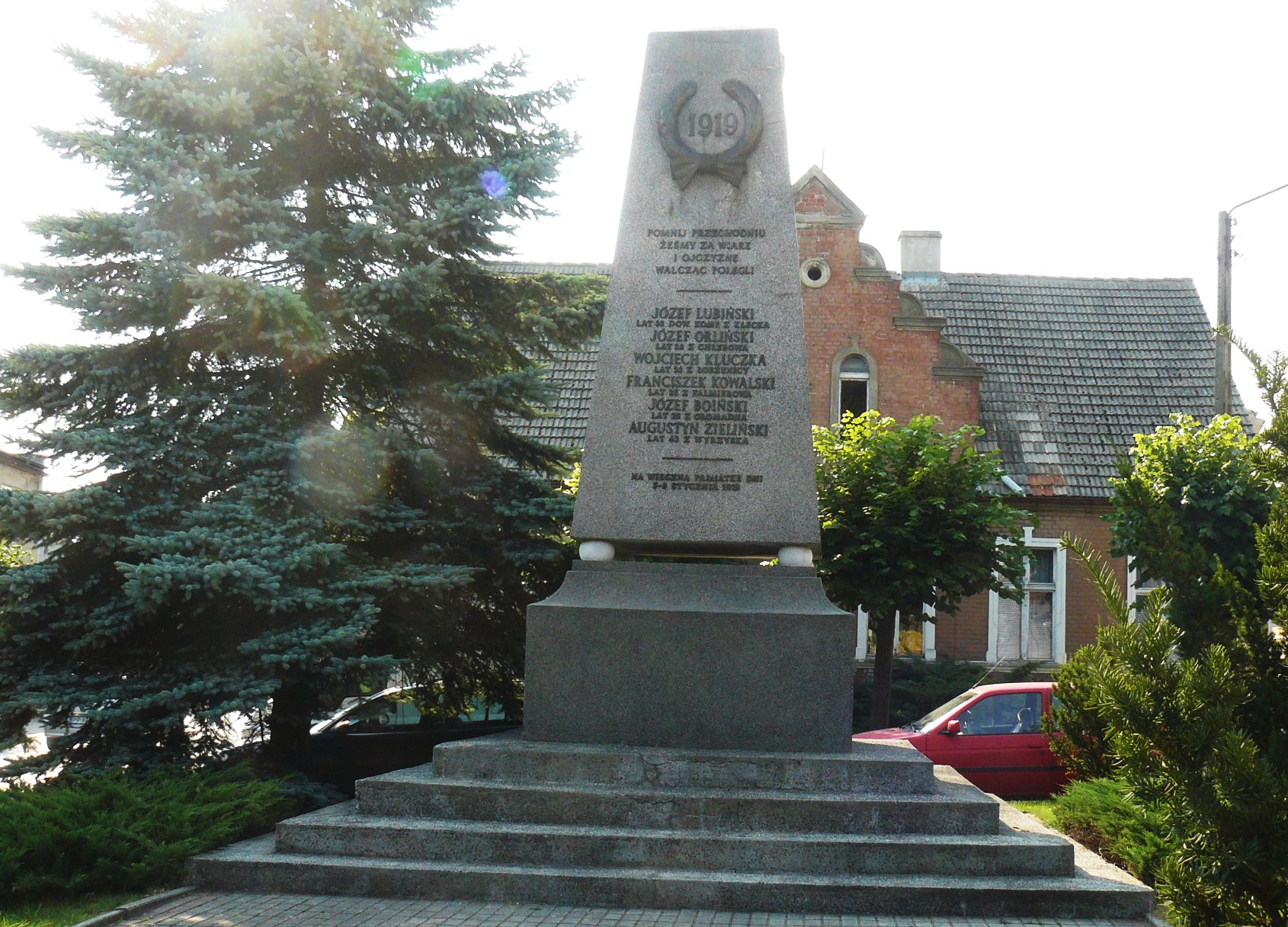
Památník
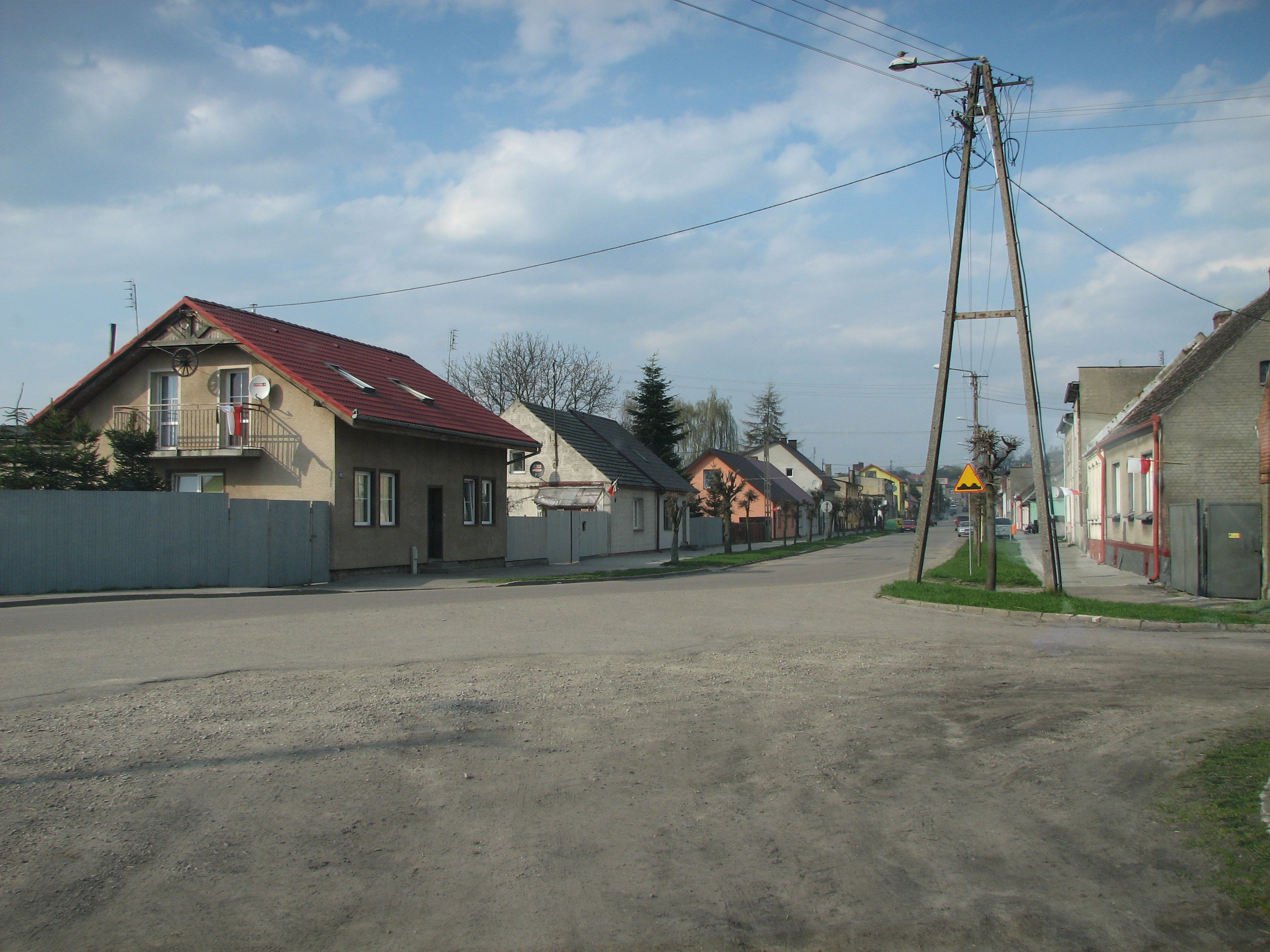
Venkovská část města